# Galactodenia subscabra
Galactodenia subscabra är en stensöteväxtart som först beskrevs av Kl., och fick sitt nu gällande namn av Michael Sundue och Labiak. Galactodenia subscabra ingår i släktet Galactodenia och familjen Polypodiaceae. Inga underarter finns listade.